# Hiszpańscy posłowie do Parlamentu Europejskiego 2014–2019
Hiszpańscy posłowie VIII kadencji do Parlamentu Europejskiego zostali wybrani w wyborach przeprowadzonych 25 maja 2014.

## Lista posłów
Wybrani z listy Partii Ludowej
- Esteban González Pons
- Luis de Grandes Pascual
- Pilar del Castillo Vera
- Ramón Luis Valcárcel
- Rosa Estaràs Ferragut
- Francisco Millán Mon
- Verónica Lope Fontagne
- Antonio López-Istúriz White
- Santiago Fisas Ayxelá
- Gabriel Mato Adrover
- Pilar Ayuso González
- María Esther Herranz García
- Agustín Díaz de Mera García-Consuegra
- Carlos Iturgaiz Angulo, poseł do PE od 6 listopada 2014
- José Ignacio Salafranca Sánchez-Neyra, poseł do PE od 3 stycznia 2017
- Pablo Arias Echeverría, poseł do PE od 21 maja 2019

Wybrani z listy Hiszpańskiej Socjalistycznej Partii Robotniczej
- Elena Valenciano
- Ramón Jáuregui
- Soledad Cabezón Ruiz
- Juan Fernando López Aguilar
- Iratxe García Pérez
- Javier López Fernández (PSC)
- Inmaculada Rodríguez-Piñero
- Enrique Guerrero Salom
- Eider Gardiazabal Rubial
- José Blanco López
- Clara Aguilera García
- Inés Ayala Sender
- Jonás Fernández
- wakat[1]

Wybrani z listy La Izquierda
- Paloma López Bermejo (IU-CC.OO.)
- Ernest Urtasun (ICV)
- Marina Albiol (IU)
- Lidia Senra (Anova)
- Ángela Vallina (IU)
- Javier Couso Permuy (IU), poseł do PE od 15 lipca 2014

Wybrani z listy Podemos
- Lola Sánchez
- Tania González Peñas, poseł do PE od 11 września 2014
- Miguel Urbán Crespo, poseł do PE od 5 marca 2015
- Estefanía Torres Martínez, poseł do PE od 25 marca 2015
- Xabier Benito Ziluaga, poseł do PE od 25 listopada 2015

Wybrani z listy Związek, Postęp, Demokracja
- Maite Pagazaurtundúa
- Beatriz Becerra
- Enrique Calvet Chambon, poseł do PE od 20 listopada 2014
- Teresa Giménez Barbat, poseł do PE od 25 listopada 2015

Wybrani z listy Koalicji dla Europy
- Ramon Tremosa (CiU-CDC)
- Izaskun Bilbao (PNV)
- Francesc de Paula Gambús i Millet (CiU-UDC)

Wybrani z listy L’Esquerra pel Dret a Decidir (EPDD)
- Josep Maria Terricabras (Catalunya Sí)
- Jordi Solé i Ferrando (ERC), poseł do PE od 3 stycznia 2017

Wybrani z listy Obywatele – Partia Obywatelska (C’s)
- Javier Nart
- Carolina Punset, poseł do PE od 3 lutego 2016

Wybrany z listy Primavera Europea (PE)
- Florent Marcellesi (Equo), poseł do PE od 11 października 2016

Wybrany z listy Los Pueblos Deciden (LPD)
- Ana Miranda (BNG), poseł do PE do 28 lutego 2018

Byli posłowie VIII kadencji do PE
- Willy Meyer (wybrany z listy La Izquierda-IU), do 9 lipca 2014
- Carlos Jiménez Villarejo (wybrany z listy Podemos), do 31 lipca 2014
- Francisco Sosa Wagner (wybrany z listy UPyD), do 19 października 2014
- Miguel Arias Cañete (wybrany z listy Partii Ludowej), do 31 października 2014
- María Teresa Rodríguez-Rubio (wybrana z listy Podemos), do 4 marca 2015
- Pablo Echenique-Robba (wybrany z listy Podemos), do 14 marca 2015
- Pablo Iglesias Turrión (wybrany z listy Podemos), do 27 października 2015
- Fernando Maura (wybrany z listy UPyD), do 24 listopada 2015
- Juan Carlos Girauta (wybrany z listy C’s), do 11 stycznia 2016
- Jordi Sebastià i Talavera (wybrany z listy PE, Coalició Compromís), do 9 października 2016
- Pablo Zalba Bidegain (wybrany z listy Partii Ludowej), do 17 listopada 2016
- Ernest Maragall (wybrany z listy EPDD, NECat), do 30 grudnia 2016
- Josu Juaristi (wybrany z listy LPD, EH Bildu), do 27 lutego 2018
- Teresa Jiménez-Becerril Barrio (wybrana z listy Partii Ludowej), do 20 maja 2019
- Sergio Gutiérrez Prieto (wybrany z listy PSOE), do 20 maja 2019